# 조선의 왕세손
조선의 왕세손은 왕세손으로 조선 국왕의 손자이자 왕세자의 아들이었다. 대한제국 때에는 황태손은 없었으나, 한일 합방 조약 체결 후, 일제강점기 순종의 생전인 1922년 당시 왕세자인 의민태자와 그의 비 이방자의 사이에서 원손 이진이 태어나기도 했다.
조선의 마지막 왕세손은 헌종이고 한반도 최후의 왕세손은 의민태자의 장남 이진이다.

## 역대 왕세손

### 조선의 왕세손
| 국왕        | 호칭              | 사후 호칭                                       | 재위기간(음력/양력)         | 재위기간(음력/양력)          | 생몰년도        | 능묘           |
| ----------- | ----------------- | ----------------------------------------------- | --------------------------- | ---------------------------- | --------------- | -------------- |
| 세종 (世宗) | 왕세손 홍위(弘暐) | 단종대왕(端宗大王)                              | 1448년 4월 3일 (5월 5일)    | 1450년 7월 20일 (8월 27일)   | 1441년 ~ 1457년 | 장릉(莊陵)     |
| 인조 (仁祖) | 왕세손 연(棩)     | 현종대왕(顯宗大王)                              | 1649년 2월 18일 (3월 30일)  | 1649년 5월 13일 (6월 22일)   | 1641년 ~ 1674년 | 숭릉(崇陵)     |
| 영조 (英祖) | 의소세손 정(琔)   | 의소황태자(懿昭皇太子) <의소왕세손(懿昭王世孫)> | 1751년 5월 13일 (6월 6일)   | 1752년 3월 4일 (4월 17일)    | 1750년 ~ 1752년 | 의령원(懿寧園) |
| 영조 (英祖) | 왕세손 산(祘)     | 정조선황제(正祖宣皇帝) <정종대왕(正宗大王)>     | 1759년 2월 12일 (3월 10일)  | 1776년 3월 10일 (4월 27일)   | 1752년 ~ 1800년 | 건릉(健陵)     |
| 순조 (純祖) | 왕세손 환(烉)     | 헌종성황제(憲宗成皇帝) <헌종대왕(憲宗大王)>     | 1830년 9월 15일 (10월 31일) | 1834년 11월 18일 (12월 18일) | 1827년 ~ 1849년 | 경릉(景陵)     |

### 대한제국
- 황태손 없음

### 일제 강점기 이왕세손
- 원손 이진, 1921년 8월 18일 ~ 1922년 5월 11일, 한반도 최후의 왕세손

## 같이 보기
- 조선의 역대 국왕
- 대한제국의 역대 황제
- 조선의 왕세자